# Томара Ганна Василівна
Ганна Василівна Томара (нар.. бл. 1722 — пом.. до 1826) — представниця українських козацько-старшинських родів Томар та Кочубеїв, мати сина Василя, якого навчав відомий український філософ та педагог Григорій Сковорода.

## Життєпис
Ганна (Гапка) Кочубей народилася близько 1722 року в родині полтавського полковника Василя Кочубея (? — 21.08.1743). Вона була онукою генерального судді Василя Леонтійовича Кочубея (?-14.07.1708) та гетьмана Данила Павловича Апостола (1654—1734), точніше його дружини Анастасії Данилівни Апостол. Ганна 1743 року вийшла заміж за 24-річного бунчукового товариша Степана Томару всупереч батьківській волі, за що була позбавлена спадщини.
У шлюбі в родовому маєтку в селі Каврай (тепер Коврай Гельмязівської сільської громади Золотоніського району Черкаської області) у неї народилося п'ятеро доньок і троє синів. Первінцем була Єлизавета Томара (Сулима). У 1746 році народився син Василь — згодом російський дипломат, офіційний повноважний посол Росії в Туреччині, сенатор. Близько 1748 року народилася донька Марфа Степанівна Томара (Булюбаш). Близько 1751 року — середній син Павло Степанович Томара. Через три роки (в 1754 році) на світ з'явилася донька Уляна, а ще через три роки — наймолодша донька Софія Степанівна Томара (нар. бл. 1757 — пом. після 1826). Найменший син Михайло народився в 1766 році, коли батьку виповнилося 47 років, а матері 44.